# Јост Гиперт
 Јост Гиперт  (рођен 12. марта 1956 in Винз-Нидервенигерн, сада Хатинген, Немачка) је немачки лингвиста, кавказолог и професор компаративне лингвистике на Универзитету Јохан Волфганг Гете, Институт за емпиријску лингвистику у Франкфурту.

## Биографија
Јост Гиперт је завршио средњу школу 1972. на Институту Лајбниц у Есен-Алтенсену. Од 1972. до 1977. студирао је компаративну лингвистику, индологију, јапанологију и синологију на Универзитетима у Берлину и Марбургу.
Докторирао је 1977. године и у свом делу се бавио истраживањем синтаксичког образовања инфинитива у индоевропским језицима. Од 1977. до 1990. био је асистент на Универзитету, лектор у Берлину, Бечу и Салзбургу. Године 1991. године са делом о иранским лексичким позајмицама у јерменском и грузијском језику, постао је асистент источне компјутерске лингвистике на Универзитету у Бамбергу. Од 1994. предаје компаративну лингвистику на Универзитету Јохан Болфганг Гете у Франкфурту. Од 1996. је инострани члан на Акаденији наука у Гелати (Грузија), од 2002. члан у комисији Турфан у, од 2007. члан Центра "Sprache" (Језик) на Академији наука у Берлин-Брандебургу. Почасни је професор више универзитетаа у Грузији: Универзитета Сулкан Саба Орбелијани у Тбилисију (1997), Универзитета Ивана Јавакхишвили у Тбилисију (2009) и Универзитета Шота Руставели у Батумију (2013).
Не бави се само проучавањем индоевропских језика и лигвнистичке типологије, већ и проучавањем кавкаских језика. Од 1994. је шеф катедре на Универзитету Јохан Волфганг Гете у Франкфурту. Од 1987. водитељ је пројекта Титус чији је циљ електронским путем пронаћи прве текстове на индоевропским и сродним језицима. Главнина његових истраживања су компаративни историјски метод, лингвистичка типологија, електронски корпус, документација о мултимедијалом језику и електронска анализа на рукописа и писама.

## Пројекти
- 1995-1998 (DFG): Avesta and Rigveda: Electronic Analysis
- 1995-1999 (INTAS): The Georgian Verbal System
- 1999-2002 (en:Volkswagen Foundation, 117,900 евро): Caucasian Languages and Cultures: Electronic Documentation
- Од 2000 (DFG): Graduate School “Types of Clauses: Variation and Interpretation”
- 2002-2006 (Volkswagen Foundation, 167,800 евро): Endangered Caucasian Languages in Georgia
- 2003-2007 (Volkswagen Foundation): Palimpsest Manuscripts of Caucasian Provenience
- 2005-2009 (INTAS): Georgian Gospels
- 2005-2007 (Volkswagen Foundation, 189.000 евро): The Linguistic Situation in modern-day Georgia[3]
- 2008-2014 (DFG, 240.000 евро): Old German Reference Corpus
- Од 2008 (BMBF): German Language Resource Infrastructure
- 2009 (Volkswagen Foundation, 400.000 евро): Aché Documentation Project
- Од 2009 (DFG/NEH, 96.000 евро): RELISH (Rendering Endangered Languages Lexicons Interoperable Through Standards Harmonization)
- Од 2009 (Volkswagen Foundation): Georgian Palimpsest Manuscripts
- 2010 (Google Inc., 49,600 долар): Corpus Caucasicum
- Од 2011 (HMWK, 3,792.000 евро): LOEWE Research Unit “Digital Humanities – Integrated Processing and Analysis of Text-based Corpora”
- Од 2011 (Volkswagen Foundation, 299,600 евро): Khinalug Documentation Project
- Од 2011 (DFG): Relative Clauses in a Typological View
- Од 2012 (Volkswagen Foundation, 390,400 евро): Georgian National Corpus

## Издата дела
- 1977: The syntax of infinitival formations in the Indo-European languages. (Europäische Hochschulschriften, 21/3), 360 pp.; Frankfurt, Bern, Las Vegas: Lang 1978. Dissertation
- 1990: Iranica Armeno-Iberica. A study of Iranian loan words in Armenian and Georgian, 451 + 389 pp.; Vienna: Austrian Academy of Sciences 1993. Inaugural dissertation.
- 2007: Gippert, Jost / Sarjveladze, Zurab / Kajaia, Lamara: The Old Georgian Palimpsest Codex Vindobonensis georgicus 2, edited by Jost Gippert in co-operation with Zurab Sarjveladze and Lamara Kajaia, 368 pp.; Turnhout: Brepols 2007.
- 2008: Gippert, Jost / Schulze, Wolfgang / Aleksidze, Zaza / Mahé, Jean-Pierre: The Caucasian Albanian Palimpsests of Mount Sinai, 2 vols., XXIV + 530 pp.; Turnhout: Brepols 2009.
- 2010: Gippert, Jost / Schulze, Wolfgang / Aleksidze, Zaza / Mahé, Jean-Pierre: The Caucasian Albanian Palimpsests of Mount Sinai. Vol. III: The Armenian Layer, edited by Jost Gippert., 220 pp.; Turnhout: Brepols 2010.